# Corrida Internacional de São Silvestre de 1973
A Corrida Internacional de São Silvestre de 1973 foi a 49ª edição da prova de rua, realizada no dia 31 de dezembro de 1973, no centro da cidade de São Paulo, a largada aconteceu as 23h37m, a prova foi de organização da Cásper Líbero e A Gazeta Esportiva.
O vencedor foi o colombiano Víctor Mora, com o tempo de 23m25.

## Percurso
Largada: Largada: Av. Paulista 900 - Edifício Cásper Líbero - Descida pela Brig. L. Antônio. Chegada: Av. Paulista 900 - Edifício Cásper Líbero - Subida pela Rua da Consolação, com 8.900 metros.

## Resultados

#### Masculino
- 1º Víctor Mora (Colômbia) - 23m25s

### Participações
- Participantes: 212 atletas
- Chegada: 178 atletas.[3]

## Ligações Externas
- Sítio Oficial (em português)